# پروتز ثابت دندان
پروتز ثابت (به انگلیسی: Fixed prosthodontics) به عنوان یک درمان در بین روش‌های درمانی دندانپزشکی به کار می‌رود و دارای انواع مختلفی است. بسته به نوع درمان از سیستم‌های مختلف موجود بهره گرفته می‌شود توجه به اصل وضعیت فک و موقعیت قرارگیری دندان‌ها و همچنین مقدار تخریب دندانهای باقی به خودی خود نشان‌دهندهٔ نوع طرح درمان مناسب می‌باشد. اگر به همین داده‌ها توجه شود، بهترین راه حل مشکل بیمار و به مدت زمان نامحدودی می‌توان ارائه درمان کرد.

## انواع پروتز ثابت دندانی
پروتزهای ثابت به سه بخش تقسیم می‌شوند و عبارتند از:
1. پروتزهای سرامیکی وصل شده بر روی فلزات.
2. پروتزهای فول سرامیک با مواد متفاوت.
3. پروتزهای کامپوزیت.

امروزه انواع جدید تر پروتزهای زیرکونیومی یا فول متال از فلزات گرانبها نیز کاربرد دارد